# قرار مجلس الأمن التابع للأمم المتحدة رقم 913
قرار مجلس الأمن التابع للأمم المتحدة رقم 913، المتخذ بالإجماع في 22 نيسان / أبريل 1994، بعد إعادة التأكيد على جميع القرارات المتعلقة بالحالة في البوسنة والهرسك وكذلك القرار 908 (1994). ناقش المجلس الوضع في منطقة غورازده الآمنة وتسوية النزاع.
وأعرب المجلس عن قلقه إزاء استمرار القتال حول مدينة غورازده وتأثيره في جميع أنحاء البوسنة والهرسك والمفاوضات. وكانت المدينة منطقة محمية من قبل الأمم المتحدة، وقد أُدين جيش صرب البوسنة بشدة بسبب هجومه ضدها وضد السكان المدنيين، بالإضافة إلى الهجمات على العاملين في مجال الإغاثة الإنسانية التي تنتهك القانون الدولي الإنساني. وقد أدين صرب البوسنة مرة أخرى لفشلهم في الوفاء بالتزاماتهم والتفاوض بحسن نية. تمت إدانة العقبات التي تعترض حرية التنقل والهجمات علىقوة الحماية التابعة للأمم المتحدة، وقرر المجلس أن تستفيد بالكامل من ولايتها الواردة في القرارات 824 (1993)، 836 (1993)، 844 (1993) و908 (1994) للمساهمة في وقف دائم لإطلاق النار في المنطقة.
بموجب الفصل السابع من ميثاق الأمم المتحدة، طُلب وقف فوري لإطلاق النار بين حكومة البوسنة والهرسك والصرب البوسنيين، في حين أُدين الهجوم على غورازده. تمت دعوة الأمين العام بطرس بطرس غالي للتأكد من أن قوة الأمم المتحدة للحماية قادرة على مراقبة الوضع، بما في ذلك تدابير وضع الأسلحة الثقيلة تحت سيطرة الأمم المتحدة. سمح ذلك باستخدام الضربات الجوية إذا لم يكن هناك امتثال لهذا الحكم.
وطالب القرار بوقف الاستفزازات في المناطق الآمنة وطالب بالإفراج عن موظفي الأمم المتحدة الذين تحتجزهم قوات صرب البوسنة. وطلب حرية تنقل قوة الأمم المتحدة للحماية بينما سيجرى استعراض لعدد القوات المطلوبة بحلول 30 نيسان / أبريل 1994. وشدد المجلس على الحاجة إلى تسوية سياسية بالتعاون الوثيق مع ممثلي الولايات المتحدة وروسيا والأمم المتحدة والاتحاد الأوروبي. وأخيراً، سيتم اتخاذ مزيد من التدابير إذا لزم الأمر.

## روابط خارجية
- نص القرار في undocs.org